# Дрімлюга бурий
Дрімлюга бурий (Veles binotatus) — вид дрімлюгоподібних птахів родини дрімлюгових. Мешкає в Західній і Центральній Африці. Це єдиний представник монотипового роду Бурий дрімлюга (Veles).

## Опис
Довжина птаха становить 21-23 см, івага 63 г. Верхня частина тіла і крила бурі, поцятковані світлими плямами. Самиці є дещо світлішими, ніж самці.

## Поширення і екологія
Бурі дрімлюги мешкають в Сьєрра-Леоне, Ліберії, Кот-д'Івуарі, Гані, Нігерії, Камеруні, Габоні, Республіці Конго, Демократичній Республіці Конго і Центральнафриканській Республіці. Вони живуть у вологих рівнинних тропічних лісах. Живляться комахами, яких ловлять в польоті.